# Équipe de Pologne masculine de basket-ball
Cet article traite de l'équipe masculine. Pour l'équipe féminine, voir Équipe de Pologne féminine de basket-ball.
Maillots
L’équipe de Pologne masculine de basket-ball est l'équipe nationale qui représente la Pologne dans les compétitions internationales masculine de basket-ball. Elle est placée sous l’égide de la Fédération polonaise de basket-ball (polonais : Polski Związek Koszykówki ou PZKosz). L'équipe est affiliée à la FIBA depuis 1934. Son surnom est "Orły", ce qui signifie « Les aigles ».
La sélection a depuis participé à vingt-neuf championnats d'Europe sa meilleure performance ayant été obtenue en 1963, en tant que pays hôte, où elle a terminé deuxième, deux coupe du monde et six Olympiades son meilleur résultat étant une quatrième place lors de la première édition en 1936.

## Histoire
Créée en 1934 en même temps que son affiliation à la FIBA, la sélection polonaise masculine est l'une des anciennes gloires du basket-ball alternant des périodes prospères avant de tomber dans un relatif anonymat.

### Les années 1930
C'est à cette époque que l'équipe nationale obtient ses premiers résultats majeurs avec une quatrième place aux Jeux olympiques de 1936 et à l'EuroBasket 1937 ainsi qu'une première médaille de bronze à l'EuroBasket suivant en 1939.

### Les années 1960
Après une longue période d'anonymat, marquée par la guerre et les débuts de la Pologne communiste, caractérisée par quelques apparitions internationales sans relief, la sélection polonaise redevient une équipe majeure au niveau européen et mondial durant les années 1960, décennie la plus faste de son histoire sportive.
La sélection remporte ainsi trois médailles consécutives en championnat d'Europe en 1963 (médaille d'argent), 1965 et 1967 (médailles de bronze). C'est aussi à cette époque qu'elle participe à son premier, et aujourd'hui unique, championnat du monde en Uruguay où l'équipe termine cinquième. Surtout la sélection participe à trois Olympiades consécutives où elle se classe parmi les huit premiers, de 1960 à 1968.

### Histoire récente
À la suite de cet âge d'or, la sélection polonaise ne redisputera la Coupe du monde de Basket qu'en 2019 en Chine auquel elle finira Quart de finaliste à cette édition et sa dernière participation olympique remonte aux Jeux de Moscou en 1980. En championnat d'Europe, la situation n'est pas meilleure avec une période entièrement blanche entre 1997 et 2007 et des résultats médiocres lorsque l'équipe parvient à se qualifier.
L'équipe est parvenue à se classer neuvième à l'EuroBasket 2009 mais la compétition se déroulait en Pologne. En 2011, elle est éliminée dès le premier tour et est classée dix-septième.
La sélection termine première de son groupe de qualification pour l'EuroBasket 2013 en Slovénie et se qualifie directement pour la compétition.

## Résultats

### Palmarès
| Compétitions mondiales                             | Compétitions continentales                                         |
| -------------------------------------------------- | ------------------------------------------------------------------ |
| - Jeux olympiques - Néant - Coupe du monde - Néant | - EuroBasket - Finaliste en 1963 - Troisième en 1939, 1965 et 1967 |

### Parcours en compétitions internationales
| Jeux olympiques | Championnat du monde | Championnat d'Europe | Championnat d'Europe |
| --------------- | -------------------- | -------------------- | -------------------- |
| 1936 : 4e       | -                    | 1935 : NQ            | 1937 : 4e            |
| -               | -                    | 1939 : 3e            | 1946 : 9e            |
| -               | -                    | 1947 : 6e            | 1949 : NQ            |
| 1948 : NQ       | 1950 : NQ            | 1951 : NQ            | 1953 : NQ            |
| 1952 : NQ       | 1954 : NQ            | 1955 : 5e            | 1957 : 7e            |
| 1956 : NQ       | 1959 : NQ            | 1959 : 6e            | 1961 : 9e            |
| 1960 : 7e       | 1963 : NQ            | 1963 : 2e            | 1965 : 3e            |
| 1964 : 6e       | 1967 : 5e            | 1967 : 3e            | 1969 : 4e            |
| 1968 : 6e       | 1970 : NQ            | 1971 : 4e            | 1973 : 12e           |
| 1972 : 10e      | 1974 : NQ            | 1975 : 8e            | 1977 : NQ            |
| 1976 : NQ       | 1978 : NQ            | 1979 : 7e            | 1981 : 7e            |
| 1980 : 7e       | 1982 : NQ            | 1983 : 9e            | 1985 : 11e           |
| 1984 : NQ       | 1986 : NQ            | 1987 : 7e            | 1989 : NQ            |
| 1988 : NQ       | 1990 : NQ            | 1991 : 7e            | 1993 : NQ            |
| 1992 : NQ       | 1994 : NQ            | 1995 : NQ            | 1997 : 7e            |
| 1996 : NQ       | 1998 : NQ            | 1999 : NQ            | 2001 : NQ            |
| 2000 : NQ       | 2002 : NQ            | 2003 : NQ            | 2005 : NQ            |
| 2004 : NQ       | 2006 : NQ            | 2007 : 13e           | 2009 : 9e            |
| 2008 : NQ       | 2010 : NQ            | 2011 : 17e           | 2013 : 21e           |
| 2012 : NQ       | 2014 : NQ            | 2015 : 11e           | 2017 : 18e           |
| 2016 : NQ       | 2019 : 8e            | 2022 : 4e            | 2025 :               |
| 2020 : NQ       | 2023 : NQ            |                      |                      |
| 2024 : NQ       |                      |                      |                      |

## Équipe actuelle
Effectif lors des matchs des qualifications au championnat d'Europe 2025, en février 2024.

## Joueurs marquants

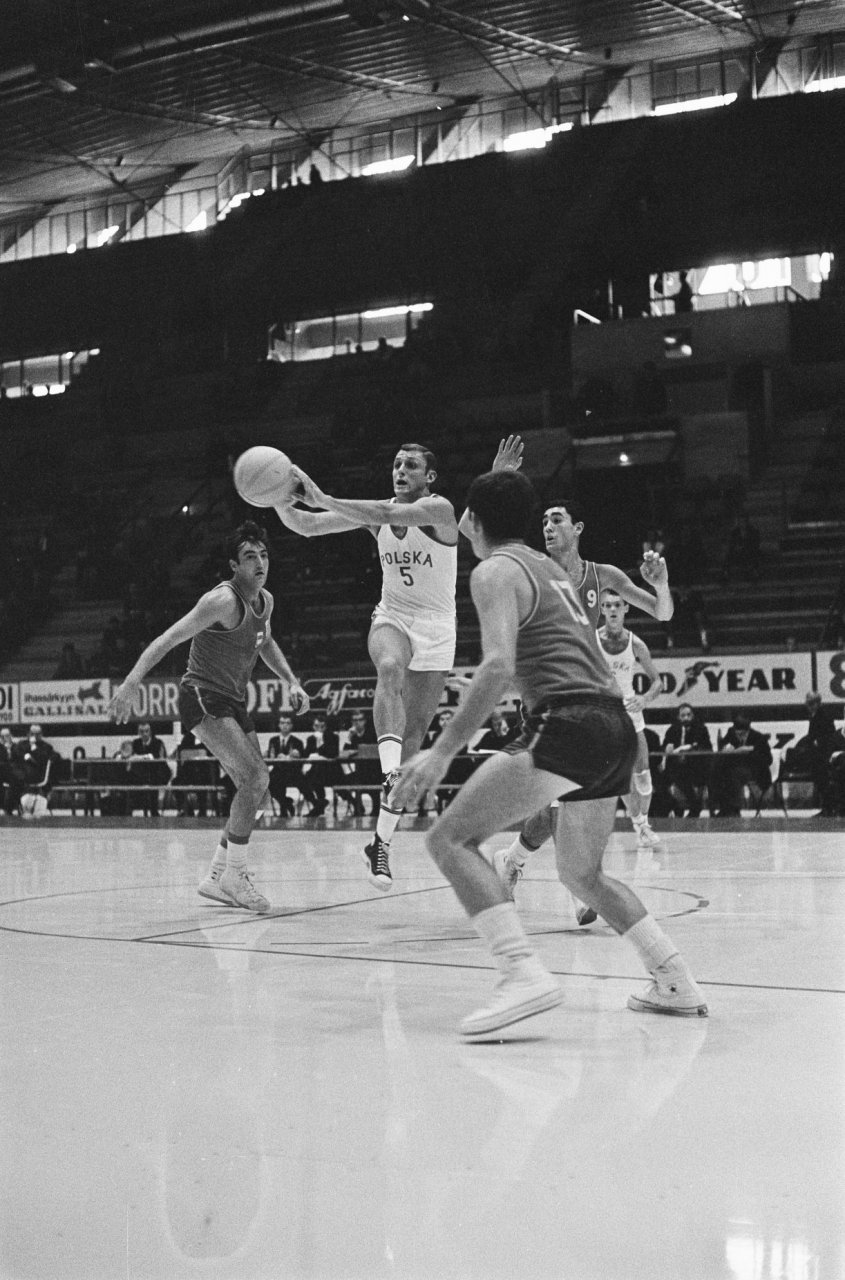
Face à l'Espagne, lors de l'Eurobasket 1967

- Andrzej Nartowski
- Zbigniew Dregier
- Kazimierz Frelkiewicz
- Marcin Gortat
- Edward Jurkiewicz
- Eugeniusz Kijewski
- Grzegorz Korcz
- Waldemar Kozak
- Maciej Lampe
- Wiesław Langiewicz
- Bohdan Likszo
- Mieczysław Łopatka
- Mieczysław Młynarski
- Dariusz Parzeński
- Jerzy Piskun
- Andrzej Pluta
- Andrzej Pstrokoński
- Krzysztof Sitkowski
- Paweł Stok
- Janusz Wichowski
- Adam Wójcik
- Dariusz Zelig
- Maciej Zieliński
- Jerzy Binkowski

## Sélectionneurs
- 1936-1939 :   Walenty Kłyszejko
- 1946 :  Józef Pachla &  Mieczysław Piotrowski
- 1947-1948  Józef Pachla
- 1949 :  Walenty Kłyszejko &  Jerzy Patrzykont
- 1950 :  Tadeusz Ulatowski
- 1950-1953 :  Władysław Maleszewski
- 1953 :  Tadeusz Ulatowski &  Jan Rudelski
- 1954 :  Andrzej Kulesza &  Romuald Markowski
- 1955 :  Władysław Maleszewski &  Jerzy Patrzykont
- 1956 :  Zygmunt Olesiewicz
- 1957 :  Jan Rudelski
- 1958 :  Jan Rudelski &  Jerzy Patrzykont
- 1959 :  Zygmunt Olesiewicz &  Jerzy Lelonkiewicz
- 1960 :  Zygmunt Olesiewicz
- 1961 :  Jerzy Lelonkiewicz
- 1961 :  Zygmunt Olesiewicz
- 1961-1975 :  Witold Zagórski
- 1976 :  Andrzej Pstrokoński
- 1977-1980 :  Jerzy Świątek
- 1980 :  Stefan Majer &  Wojciech Wójcik
- 0000 :  Zbigniew Felski
- 0000 :  Jerzy Świątek
- 1983-1988 :  Andrzej Kuchar
- 1988-1993 :  Arkadiusz Koniecki
- 1993 :  Tadeusz Aleksandrowicz
- 1993-1998 :  Eugeniusz Kijewski
- 1998-2000 :  Piotr Langosz
- 2000-2003 :  Dariusz Szczubiał
- 2003-2004 :  Andrzej Kowalczyk
- 2004-2006 :  Veselin Matić
- 2006-2008 :  Andrej Urlep
- 2008-2009 :  Muli Katzurin
- 2010-2011 :   Igor Griszczuk
- 2011-2013 :  Aleš Pipan
- 2013-2014 :  Dirk Bauermann
- 2014-2021 :  Mike Taylor
- 2021-0000 :   Igor Miličić